# Garra ghorensis
Garra ghorensis (tên tiếng Anh: Jordanian log sucker) là một loài cá vây tia thuộc họ Cyprinidae.
Loài này có ở Israel và Jordan.
Môi trường sống tự nhiên của chúng là suối nước ngọt.
Chúng hiện đang bị đe dọa vì mất môi trường sống.